# Philippe Étesse
Philippe Étesse est un acteur français né en 1947[réf. nécessaire] .

## Biographie
Philippe Étesse débute dans le téléfilm Le Bourgeois gentilhomme de Pierre Badel (1968) dans le rôle de Cléante aux côtés de Michel Serrault et de Rosy Varte. 
Le réalisateur danois Gabriel Axel l'engage en 1970 pour son film Rêves érotiques. En 1971, il joue sous la direction de Julien Bertheau au théâtre du Palais-Royal dans Je t'aime de Sacha Guitry avec Claude Jade. Il revient à la télévision dans le rôle principal de la série Les Dossiers de maître Robineau. Entre 1972 et 1985, il participe à de nombreux téléfilms et à plusieurs pièces pour Au théâtre ce soir. 
De 1975 à 1981, il est pensionnaire de la Comédie-Française où il participe à de nombreux spectacles. 
Au cinéma, il joue le rôle principal dans La Joven y la tentación de François Mimet (1986) et à la télévision le rôle de Blanchet dans La Garçonne (1988) avec Marie Trintignant. En 1992, il écrit le film Vincennes Neuilly et y joue le rôle principal. Il participe à des séries comme Une femme d'honneur et La Crim'. Dans la série Frank Riva avec Alain Delon, il interprète le ministre de l'Intérieur.

## Théâtre
- 1967 : Quarante Carats de Pierre Barillet et Jean-Pierre Gredy, mise en scène Jacques Charon, théâtre de la Madeleine
- 1970 : Les Enfants d'Édouard de Marc-Gilbert Sauvajon, mise en scène Jean-Paul Cisife, théâtre des Bouffes-Parisiens
- 1971 : Je t'aime de Sacha Guitry, mise en scène Julien Bertheau, théâtre du Palais-Royal
- 1973 : Les Caves du Vatican d'André Gide, mise en scène Jean Meyer, théâtre des Célestins
- 1973 : Le Jeu de l'amour et du hasard de Marivaux, mise en scène Jean Meyer, théâtre des Célestins
- 1974 : L'Avare de Molière, mise en scène Jean Meyer, théâtre des Célestins
- 1975 : L'Île de la raison de Marivaux, mise en scène Jean-Louis Thamin, Comédie-Française au théâtre Marigny
- 1975 : La Sonate des spectres d'August Strindberg, mise en scène Henri Ronse, Comédie-Française au Théâtre national de l'Odéon
- 1976 : Hommage à Jean Cocteau, conception André Fraigneau, Comédie-Française
- 1976 : Cyrano de Bergerac de Edmond Rostand, mise en scène Jean-Paul Roussillon, Comédie-Française
- 1978 : Les Fourberies de Scapin de Molière, mise en scène Jacques Échantillon, Comédie-Française
- 1985 : Le Sexe faible d'Édouard Bourdet, mise en scène Jean-Laurent Cochet, théâtre Hébertot
- 1993-1994 : Ce qui arrive et ce qu'on attend de Jean-Marie Besset, mise en scène Patrice Kerbrat, théâtre de la Gaîté-Montparnasse puis  théâtre des Mathurins
- 2000 : Le Malin Plaisir de David Hare, mise en scène Jacques Lassalle, théâtre de l'Atelier
- 2015 : Un amour qui ne finit pas d'André Roussin, mise en scène Michel Fau,  théâtre de l'Œuvre

## Filmographie

### Cinéma
- 1970 : Rêves érotiques (Amour) de Gabriel Axel : Philippe Despres
- 1986 : La Joven y la tentación de François Mimet
- 1992 : Vincennes Neuilly de Pierre Dupouey : Jérôme

### Télévision
- 1968 : Le Bourgeois gentilhomme, téléfilm de Pierre Badel : Cléante
- 1971 : Au théâtre ce soir : La Pèlerine écossaise de Sacha Guitry, mise en scène Robert Manuel, réalisation Pierre Sabbagh, théâtre Marigny
- 1972 : Au théâtre ce soir : Un inspecteur vous demande de John Boynton Priestley, mise en scène Jacques Mauclair, réalisation Pierre Sabbagh, théâtre Marigny
- 1972 : Les Dossiers de maître Robineau : Jean-Marc Robineau
- 1973 : Au théâtre ce soir : Les Amants novices de Jean Bernard-Luc, mise en scène Jacques Charon, réalisation Georges Folgoas, théâtre Marigny
- 1974 : Au théâtre ce soir : L'Or et la Paille de Pierre Barillet et Jean-Pierre Gredy, mise en scène Jacques Sereys, réalisation Georges Folgoas, théâtre Marigny
- 1984 : Au théâtre ce soir : La Malibran de Jacques Josselin, mise en scène Philippe Rondest, réalisation Pierre Sabbagh, théâtre Marigny
- 1988 : La Garçonne d'Étienne Périer : Blanchet
- 2004 : Frank Riva de Patrick Jamain : le ministre de l'intérieur (saison 2)